# Sébastien Siani
Sébastien Siani (ur. 21 grudnia 1986 w Duali) – kameruński piłkarz grający na pozycji środkowego pomocnika.

## Kariera piłkarska
Swoją karierę piłkarską Siani rozpoczął w klubie Kadji Sports Academy. W 2004 roku zadebiutował w nim w kameruńskiej Première Division. W Unionie grał przez dwa sezony.
W 2006 roku Siani został zawodnikiem Anderlechtu. W sezonie 2005/2006 wywalczył z nim tytuł mistrza Belgii. W sezonie 2006/2007 był wypożyczony do SV Zulte Waregem. Natomiast w sezonie 2007/2008 wypożyczono go do Union Saint-Gilloise.
W 2008 roku Siani trafił na wypożyczenie do Sint-Truidense VV. 27 sierpnia 2008 zadebiutował w nim w wygranym 7:1 domowym meczu z Olympic Charleroi. W ssezonie 2008/2009 awansował z nim do pierwszej ligi.
W 2010 roku Siani przeszedł do FC Brussels. Zadebiutował w nim 23 stycznia 2011 w przegranym 2:3 wyjazdowym meczu z AFC Tubize. W FC Brussels występował do 2013 roku.
Na początku 2013 roku Siani został zawodnikiem KV Oostende. Swój debiut w nim zaliczył 17 lutego 2013 w zwycięskim 5:1 domowym meczu z KSK Heist. W sezonie 2012/2013 wywalczył z Oostende awans do pierwszej ligi.
W 2018 roku Siani przeszedł do Royal Antwerp FC. Zadebiutował w nim 10 lutego 2018 w przegranym 0:4 wyjazdowym meczu z KV Kortrijk. W sezonie 2018/2019 grał w Al-Jazira Club, a w 2020 roku w Ajman Club.
| Sezon   | Klub                 | Kraj                         | Rozgrywki         | Mecze | Gole |
| ------- | -------------------- | ---------------------------- | ----------------- | ----- | ---- |
| 2004    | Kadji Sports Academy | Kamerun                      | Première Division | ?     | ?    |
| 2005    | Kadji Sports Academy | Kamerun                      | Première Division | ?     | ?    |
| 2005/06 | RSC Anderlecht       | Belgia                       | Eerste klasse     | 3     | 0    |
| 2006/07 | SV Zulte Waregem     | Belgia                       | Eerste klasse     | 12    | 1    |
| 2007/08 | Union Saint-Gilloise | Belgia                       | Tweede klasse     | 34    | 10   |
| 2008/09 | Sint-Truidense VV    | Belgia                       | Tweede klasse     | 33    | 8    |
| 2009/10 | Sint-Truidense VV    | Belgia                       | Eerste klasse     | 20    | 2    |
| 2010/11 | FC Brussels          | Belgia                       | Tweede klasse     | 13    | 6    |
| 2011/12 | FC Brussels          | Belgia                       | Tweede klasse     | 32    | 10   |
| 2012/13 | FC Brussels          | Belgia                       | Tweede klasse     | 18    | 2    |
| 2012/13 | KV Oostende          | Belgia                       | Tweede klasse     | 8     | 1    |
| 2013/14 | KV Oostende          | Belgia                       | Eerste klasse     | 34    | 5    |
| 2014/15 | KV Oostende          | Belgia                       | Eerste klasse     | 33    | 8    |
| 2015/16 | KV Oostende          | Belgia                       | Eerste klasse     | 38    | 3    |
| 2016/17 | KV Oostende          | Belgia                       | Eerste klasse     | 30    | 2    |
| 2017/18 | KV Oostende          | Belgia                       | Eerste klasse     | 22    | 2    |
| 2017/18 | Royal Antwerp FC     | Belgia                       | Eerste klasse     | 13    | 1    |
| 2018/19 | Al-Jazira Club       | Zjednoczone Emiraty Arabskie | UAE League        | 22    | 1    |
| 2019/20 | Ajman Club           | Zjednoczone Emiraty Arabskie | UAE League        | 7     | 1    |

## Kariera reprezentacyjna
W reprezentacji Kamerunu Siani zadebiutował 11 października 2015 roku w przegranym 0:3 towarzyskim meczu z Nigerią. W 2017 roku został powołany do kadry na Puchar Narodów Afryki 2017.